# Gesamtarbeitsvertrag
Ein Gesamtarbeitsvertrag (GAV) ist in der Schweiz die vertragliche Grundlage für jeden Arbeitsvertrag eines bestimmten Berufes bzw. für sämtliche Arbeitsverhältnisse in einer bestimmten Branche. Im Gesamtarbeitsvertrag werden in der Regel Arbeitszeiten, Ferien, Kündigungsfrist und Mindestlöhne festgelegt. Der Gesamtarbeitsvertrag wird jeweils zwischen den Gewerkschaften und Unternehmerverbänden ausgehandelt. Es gibt sowohl kantonale wie auch gesamtschweizerische Gesamtarbeitsverträge.
Es gibt verschiedene Gesamtarbeitsverträge:
- Der Gesamtarbeitsvertrag ist nur bindend für das Unternehmen, das den Vertrag abgeschlossen hat.
- Der Gesamtarbeitsvertrag ist nur bindend für die Unternehmen, die Mitglied des jeweiligen Unternehmerverbandes sind.
- Der Gesamtarbeitsvertrag kann von der Kantonsregierung für allgemeinverbindlich erklärt werden. Dieser ist dann für alle Arbeitgeber im Kanton verbindlich.
- Der Gesamtarbeitsvertrag kann vom Bundesrat für allgemeinverbindlich erklärt werden. Dieser ist dann für alle Arbeitgeber verbindlich.

## Liechtenstein
Die arbeitsrechtlichen Regelungen wurden in Liechtenstein weitestgehend aus der Schweiz rezipiert. Auch die Regelungen zum Gesamtarbeitsvertrag werden in Liechtenstein ähnlich wie in der Schweiz angewendet. Die liechtensteinische Regierung hat jedoch im Gegensatz zur Schweiz keine Genehmigungs- oder Beschlussrechte.

## Geschichte
Der Gesamtarbeitsvertrag wurde 1911 in das Schweizer Obligationenrecht eingefügt. Gesamtarbeitsverträge können seit 1941 allgemeinverbindlich erklärt werden.

## Arten

### Unterscheidung nach Inhalt
Es gibt zum ersten die voll ausgebauten GAV. Diese enthalten schuldrechtliche, indirekt-schuldrechtliche und normative Bestimmungen.
Daneben gibt es GAV in Form von Rahmen- oder Mantelverträgen. Diese enthalten schuldrechtliche, indirekt-schuldrechtliche Bestimmungen sowie normative Bestimmungen nur als Richtlinien.
Zuletzt gibt es Zusatzabkommen. Diese werden über Fragen getroffen, die nach Abschluss des Hauptvertrags auftreten.

### Unterscheidung nach örtlichem Geltungsbereich
Es gibt Landesverträge. Diese sind für die gesamte Schweiz gültig. Es gibt Kantonalverträge, deren Geltungsbereich sich auf einen bestimmten Kanton erstreckt. Es gibt Ortsverträge, die für einen oder mehrere Orte gültig sind. Zuletzt gibt es noch Firmenverträge. Diese werden für einen einzelnen Betrieb abgeschlossen.

## Inhalt eines GAV
Normative Bestimmungen sind diejenigen Bestimmungen, die Arbeitgeber und Arbeitnehmer unabdingbar und unmittelbar berechtigen und verpflichten. Die normativen Bestimmungen gelten für alle Arbeitgeber und Arbeitnehmer der vertragschliessenden Verbände. Auf Nichtmitglieder sind die normativen Bestimmungen nur anwendbar, wenn sie sich dem GAV angeschlossen haben oder der GAV allgemeinverbindlich erklärt wird. Die normativen Bestimmungen eines GAV sind unabdingbar in dem Sinne als von ihnen nur zugunsten des Arbeitnehmers abgewichen werden kann. 